# Gare de Ouagadougou
La gare de Ouagadougou est une gare ferroviaire burkinabé de la ligne d'Abidjan à Ouagadougou; située à Ouagadougou chef-lieu de la région Centre.
Mise en service en 1954 par la Régie des chemins de fer Abidjan-Niger (RAN). C'est une gare exploitée par Sitarail.

## Situation ferroviaire
Établie à 297 mètres d'altitude, la gare de Ouagadougou est l'aboutissement de la ligne d'Abidjan à Ouagadougou et l'origine de la « ligne du chemin de fer du Sahel » (voir Schéma de la ligne d'Abidjan à Ouagadougou).

## Histoire
La gare de Ouagadougou est mise en service le 30 octobre 1954 par la Régie des chemins de fer Abidjan-Niger (RAN) lorsqu'elle ouvre à l'exploitation la section de Koudougou à Ouagadougou.